# Rokytná
Die Rokytná, früher Jaroměřica ist ein tschechischer Fluss. Sie entspringt ca. 10 km westlich von Třebíč und mündet nach 88,2 km bei Ivančice in die Jihlava (deutsch Igel).

## Verlauf
Die Quelle befindet sich südlich der Ortschaft Chlístova. Die erste Fließstrecke verläuft in südöstlicher Richtung, kurz nach Jaroměřice nad Rokytnou verläuft sie mäandrierend durch ein eingeschnittenes Tal in östlicher Richtung. Dieser Flussabschnitt bildet einen Teil der Grenze zwischen der Kraj Vysočina (Region Hochland) und der Jihomoravský kraj (Südmährische Region). Kurz vor Moravský Krumlov (Mährisch Kromau) ändert sich der Lauf bis zur Mündung in die Jihlava in vorwiegend nordöstlicher Richtung.
Die Rokytná entwässert ein Einzugsgebiet von 584,3 km².

## Bedeutende Ortschaften am Flusslauf
- Jaroměřice nad Rokytnou: Eine Kleinstadt mit einer der größten barocken Schlossanlagen Europas.
- Moravský Krumlov: Das historische Zentrum liegt in einer Schlinge der Rokytná und ist heute eine städtische Denkmalschutzzone.